# Agnija Ditkovskytė
Agnija Olegovna Ditkovskytė (Russisch: Агния Олеговна Дитковските) (Vilnius, 11 mei 1988) is een Litouwse actrice die voornamelijk werkzaam is in Rusland. Ze is de dochter van Russisch actrice Tatjana Ljoetajeva en de Litouwse acteur Olegas Ditkovskys.

## Filmografie
- Gemeinsame Normdatei: 1083010751
- International Standard Name Identifier: 0000 0004 5451 850X
- Library of Congress Control Number: no2015170780
- Virtual International Authority File: 155145541832996600933
- WorldCat: E39PBJg8H8wFtbyjyHKJ4KdxXd